# Traite transméditerranéenne

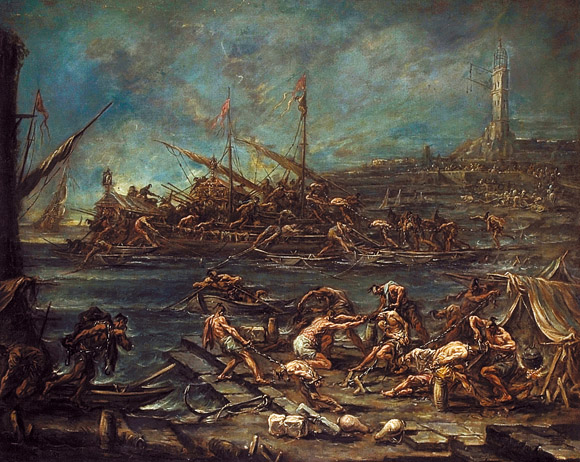
Embarquement d’esclaves dans des galères du port de Gênes. Alessandro Magnasco. 1667-1749.

La traite transméditerranéenne désigne le commerce d'êtres humains, majoritairement musulmans, qui a fleuri entre les XIVe et XVIIIe siècles dans les marchés aux esclaves du littoral nord de la Méditerranée. Dans ces marchés situés principalement en Espagne, en France, en Italie ainsi que sur l’île de Malte[réf. nécessaire] les esclaves étaient essentiellement berbères, arabes, noirs et turcs. Étaient également vendus, dans une proportion plus faible, des esclaves juifs, chrétiens orientaux et noirs animistes.
Ces esclaves provenaient de la péninsule Ibérique à la suite de la Reconquista par les armées catholiques sur l’Andalousie musulmane, de la piraterie en mer ainsi que de razzias sur les rives sud de la Méditerranée et au Levant.

## Synoptique
Salvatore Bono, professeur à Université de Pérouse, estime à 500 000 le nombre d'esclaves dans la péninsule italienne entre le XVIe et le XVIIe siècle. Pour sa part Alexandro Stella, directeur de recherche au CNRS, avance le chiffre de 2 000 000 d'esclaves dans la péninsule Ibérique entre le XVe et le XVIIIe siècle. Il y avait également des esclaves musulmans en France, aux Pays-Bas et en Angleterre, mais dans un nombre plus limité qu'en Espagne au Portugal ou dans les États italiens. L’île de Malte, sous la domination de l'ordre de Saint-Jean de Jérusalem entre le XVIe et le XIXe siècle, constituait un avant-poste très actif dans la capture d'esclaves. Durant trois siècles seront capturés (essentiellement au Levant et en mer) puis ramenés à Malte pour être vendus dans les quatre coins de l'Europe, près de 100 000 esclaves.
Les taches assignés aux esclaves étaient principalement la mine, le travail dans les champs, les galères pour les hommes et les besognes domestiques pour les femmes ainsi que les enfants.

## Histoire
L'esclavage et son commerce existe en Europe depuis l'Antiquité, notamment chez les Grecs, les Romains et les peuples germains. À la suite de l’avènement de l'islam au VIIe siècle et de sa rivalité grandissante avec les royaumes chrétiens européens, l'esclavage en Europe a été au fil du temps un traitement spécifique réservé aux musulmans capturés lors des batailles ou simplement razziés à des fins purement mercantiles.[réf. nécessaire] La bulle pontificale Dum Diversas promulguée le 18 juin 1452 par le pape Nicolas V officialise et légitime cette pratique : « Par les présentes Nous vous accordons [aux rois d'Espagne et du Portugal], de par Notre autorité apostolique, permission complète et libre d'envahir, de rechercher, de capturer et de soumettre les Sarrasins [...] et de réduire leurs personnes en servitude perpétuelle ».

### Origines socioprofessionnelles des esclaves
La grande majorité des esclaves musulmans en Europe n’étaient ni des pirates ni des guerriers capturés au combat, mais étaient pour l'essentiel des civils issus de groupes socioprofessionnels très variés.
Une analyse du recensement des captifs musulmans débarqués à Valence entre 1409 et 1412 nous en donne un aperçu. Sur 187 esclaves on y compte des gens issus des métiers de la mer : pêcheur, commandant de bord, poissonnier ; issus du secteur agricole : laboureur, maraîcher, bûcheron, berger, meunier ; issus de l'artisanat : tailleur, cordonnier, charpentier, forgeron, tisserand ; issus du commerce : courtier, boucher, boulanger ; mais également : juriste, porteurs d’eau, charbonnier, maréchal-ferrant, barbier, domestique, écrivain...

## Par pays

### En France

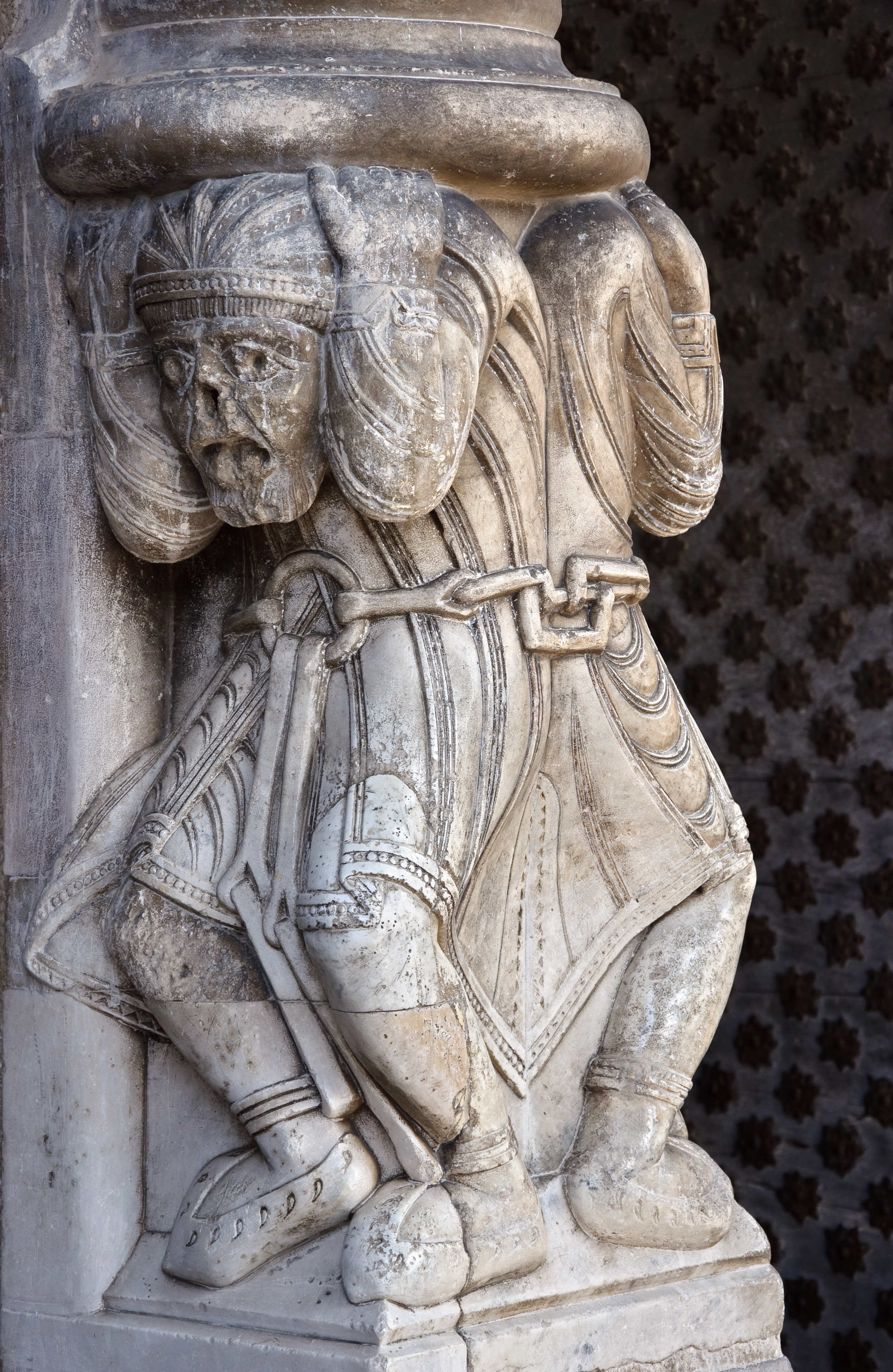
Esclaves sarrasins, trumeau de la cathédrale Sainte-Marie d'Oloron.

Par l'édit du 3 juillet 1315, le roi de France Louis X, dit « le Hutin » affirme que « par tout notre royaume les esclaves seront amenés à franchise ». D'où la maxime « nul n'est esclave en France » et l'énonciation « le sol de la France affranchit l'esclave qui le touche ». 

### États pontificaux
Les États pontificaux, qui étaient directement sous l'autorité temporelle du pape, possédaient une Marine et donc des galères à alimenter en esclaves. Chaque navire comprenait entre 150 et 300 rameurs. Les administrations pontificales se procuraient des captifs musulmans sur les marchés les plus actifs qui étaient situés à Malte, Livourne et Gênes ou auprès des corsaires.

#### Ouvrages
- Alessandro Stella, Histoires d'esclaves dans la péninsule Ibérique, 2010, 2013 p. (ISBN 978-2713213724)
- Roger Botte (dir.) et Alessandro Stella (dir.), Couleurs de l'esclavage sur les deux rives de la Méditerranée : (Moyen Âge - XXe siècle, Karthala, 2012, 396 p. (ISBN 9782811108007)
- Wolfgang Kaiser, Le Commerce des captifs : les intermédiaires dans l'échange et le rachat des prisonniers en Méditerranée, XVe – XVIIIe siècle, Rome, École française de Rome, 2008, 406 p.   (ISBN 978-2-72830-805-7).

#### Documentaire
- Danielle Proskar, Piraterie et esclavage en Méditerranée : Périls en mer au XVIe siècle, 2023, 53min [lire en ligne]